# Mary Lou McDonald
Mary Louise 'Mary Lou' McDonald (Dublin, 1 mei 1969) is een Ierse politicus voor Sinn Féin. Ze is sinds 2011 lid van de Dáil Éireann (het Ierse parlement) voor het kiesdistrict Dublin; eerder was ze lid van het Europees Parlement. Sinds februari 2018 is ze partijleider van Sinn Féin en sinds juni 2020 leider van de oppositie in het Ierse parlement.

## Biografie
McDonald komt uit een welvarende familie uit Dublin, die historische connecties heeft met de Ierse republikeinse beweging. Ze studeerde Engelse literatuur, Europese studies en Human Resource Management aan Trinity College, de University of Limerick en Dublin City University.
Zij was oorspronkelijk lid van Fianna Fáil maar verliet die partij in 1998 omdat ze hun beleid te conservatief vond. Daarna was ze korte tijd actief binnen de Irish National Congress, een kleine republikeinse groepering, voordat ze de overstap maakte naar Sinn Féin. Ze werkte veel samen met partijleider Gerry Adams, ook tijdens de politieke onderhandelingen in Noord-Ierland.
In 2004 werd McDonald het eerste lid van Sinn Féin van het Europees Parlement uit de Republiek Ierland. Zij verloor die zetel bij de volgende Europese verkiezingen in 2009 toen het aantal zetels voor Dublin in het Europees Parlement teruggebracht werd van vier naar drie.
Sinds de Ierse parlementsverkiezingen van 2011 is ze lid van de Dáil Éireann (het Ierse parlement) voor het kiesdistrict Dublin. Ze werd in 2016 herkozen.

## Partijleider
In 2009 werd McDonald vice-partijleider van Sinn Féin. Op 10 februari 2018 werd ze op een speciale ardfheis (partijconferentie) van Sinn Féin in Dublin gekozen als de opvolger van Gerry Adams. Zij was de enige kandidaat.

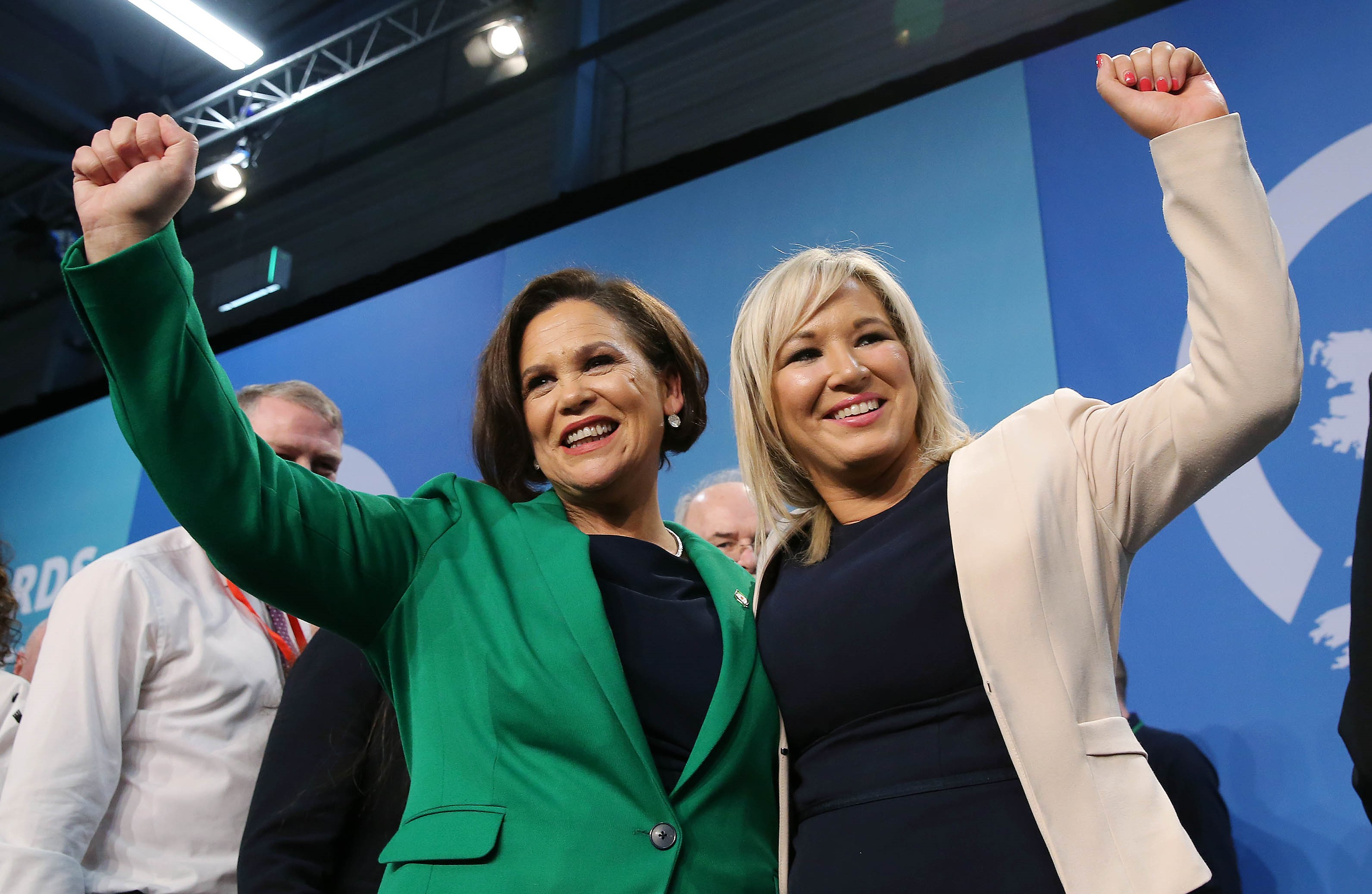
Mary Lou McDonald met Michelle O'Neill, de partijleider van Sinn Fein in Noord-Ierland

McDonald zegt als politicus twee grote doelen na te streven: de hereniging van Ierland en sociale gelijkheid. Zij gelooft dat Brexit zal leiden tot hereniging van Ierland omdat met het vertrek van het Verenigd Koninkrijk uit de Europese Unie de verhoudingen die aan de basis van het Goedevrijdagakkoord liggen zijn verschoven. Onder haar leiding profileert Sinn Féin zich steeds meer als een partij die sociale verandering nastreeft, wat soms tot spanningen leidt met de traditionele Iers republikeinse achterban.
Anders dan haar voorgangers sluit McDonald niet uit dat Sinn Féin aan een coalitieregering zou deelnemen. Zij speelde in 2018 een prominente rol in de politieke campagne rond het referendum over het grondwettelijk verbod op abortus; ze werkte toen al samen met de Ierse premier Leo Varadkar, de partijleider van Fine Gael, en Micheál Martin, de leider van Fianna Fáil.
Sinn Féin heeft onder haar leiding deelgenomen aan de verkiezingen voor het Europees Parlement in 2019 en de Ierse lokale verkiezingen van 2019. Bij beide verkiezingen verloor de partij stemmen en zetels. De Sinn Féin kandidaat bij de Ierse presidentsverkiezingen van 2018 eindigde als een na laatste. In de campagne voor de algemene verkiezingen van 8 februari 2020 deed Sinn Féin het echter zo goed dat McDonald op het laatste moment werd uitgenodigd om deel te nemen aan het debat van de partijleiders; oorspronkelijk zouden alleen Varadkar en Martin met elkaar in debat gaan.
De verkiezingen van 2020 betekenden de doorbraak van Sinn Féin in de nationale politiek die decennialang was gedomineerd door Fianna Fáil en Fine Gael. De partij kreeg 24,5% van de stemmen, meer dan enige andere partij, en behaalde daarmee 37 zetels, een winst van 14 zetels. In het verleden had de nauwe relatie tussen Sinn Féin en de paramilitaire organisatie IRA veel kiezers ervan weerhouden om op de partij te stemmen. Het feit dat McDonald, anders dan haar voorgangers, zelf nooit betrokken was geweest bij de IRA en pas na het Goedevrijdagakkoord lid was geworden van Sinn Féin werd gezien als een factor in de verkiezingswinst.
Na het tot stand komen van een coalitieregering van Fianna Fáil en Fine Gael werd McDonald formeel Leader of the Opposition (oppositieleider). Zij is de eerste vrouw en de eerste Sinn Féin politicus die in Ierland die post bekleedt.
- Gemeinsame Normdatei: 1152234226
- Virtual International Authority File: 1158151898607124190007
- WorldCat: E39PBJdcwGjxq6qfxt6XhhRkDq